# Serie A1 2019 (baseball)
La Serie A1 2019 è stata la 72ª edizione del massimo campionato italiano di baseball, la seconda in cui è stata introdotta la vecchia denominazione di Serie A1 al posto di Italian Baseball League.
Il torneo è iniziato il 19 aprile 2019, mentre le finali scudetto hanno visto il loro inizio il 16 agosto.
Nel dicembre 2018 la Federazione aveva ratificato un torneo a 8 squadre, con le neopromosse Castenaso, Godo e Redipuglia che hanno preso il posto del Città di Nettuno, del Padule e del Padova. Successivamente però è arrivato anche il forfait del Rimini Baseball, una delle società storiche del campionato con i suoi 13 scudetti vinti. Il numero delle squadre si è così ridotto a 7.

## Formula
La regular season del campionato consiste in un girone all'italiana, composto da 14 giornate e due partite a weekend. Ciascuna squadra osserva un turno di riposo in occasione della giornata che da calendario era prevista contro Rimini. Le prime quattro classificate si qualificano per i play-off scudetto, con semifinali e finali al meglio delle cinque partite.

## Squadre
- Autovia Castenaso
- Godo Baseball
- ParmaClima
- Rangers Redipuglia
- Sipro Nettuno Baseball City
- T&A San Marino
- UnipolSai Bologna

## Manager
| Club                        | Manager                             |
| --------------------------- | ----------------------------------- |
| Autovia Castenaso           | Marco Nanni                         |
| Godo Baseball               | Marco Bortolotti                    |
| ParmaClima                  | Gianguido Poma                      |
| Rangers Redipuglia          | Frank Pantoja                       |
| Sipro Nettuno Baseball City | Carlo Morville, poi Gary Villalobos |
| T&A San Marino              | Mario Chiarini                      |
| UnipolSai Bologna           | Daniele Frignani                    |

## Risultati

### Regular season
| Prima giornata |                      |              |
| 19-20 aprile   |                      | 14-15 giugno |
| 4-5, 1-3       | San Marino - Bologna | 2-3, 11-7    |
| 7-1, 18-12     | Nettuno - Castenaso  | 11-10, 17-1  |
| 12-2, 7-2      | Parma - Godo         | 8-3, 16-6    |
|                | Riposa: Redipuglia   |              |

| Quarta giornata |                    |            |
| 10-11 maggio    |                    | 5-6 luglio |
| 10-4, 16-5      | Bologna - Nettuno  | 11-1, 14-2 |
| 0-9, 9-7        | Godo - Castenaso   | 1-2, 11-1  |
| 8-12, 0-13      | Redipuglia - Parma | 8-7, 0-11  |
|                 | Riposa: San Marino |            |

| Settima giornata |                         |              |
| 30-31 maggio     |                         | 26-27 luglio |
| 4-1, 0-14        | Godo - Bologna          | 0-12, 0-9    |
| 0-5, 8-4         | Parma - Castenaso       | 5-9, N.G. *  |
| 2-12, 5-12       | Redipuglia - San Marino | 2-6, N.G. *  |
|                  | Riposa: Nettuno         |              |

| Seconda giornata |                      |                 |
| 26-27 aprile     |                      | 21-22-23 giugno |
| 4-3, 4-6         | San Marino - Parma   | 3-0, 1-2        |
| 3-6, 3-6         | Godo - Nettuno       | 6-8, 1-8        |
| 3-2, 8-5         | Bologna - Redipuglia | 6-9, 5-0        |
|                  | Riposa: Castenaso    |                 |

| Quinta giornata |                        |              |
| 17-18 maggio    |                        | 12-13 luglio |
| 11-4, 10-11     | Nettuno - Parma        | 8-2, 7-8     |
| 0-3, 2-5        | Godo - Redipuglia      | 8-3, 3-1     |
| 1-0, 8-2        | San Marino - Castenaso | 7-8, 13-1    |
|                 | Riposa: Bologna        |              |

| Terza giornata |                        |              |
| 3-4 maggio     |                        | 28-29 giugno |
| 0-2, 3-7       | Nettuno - San Marino   | 5-2, 12-6    |
| 3-1, 11-9      | Bologna-Parma          | 3-2, 3-0     |
| 3-9, 4-5       | Castenaso - Redipuglia | 5-10, 2-5    |
|                | Riposa: Godo           |              |

| Sesta giornata |                      |              |
| 24-25 maggio   |                      | 19-20 luglio |
| 3-11, 5-12     | Castenaso - Bologna  | 2-5, 6-9     |
| 4-11, 4-2      | Godo - San Marino    | 1-12, 0-15   |
| 7-6, 16-0      | Nettuno - Redipuglia | 13-7, 3-6    |
|                | Riposa: Parma        |              |

#### Classifica regular season
|    | Classifica Regular Season 2019 | PG  | PV | PP | PCT  | PD   |
| -- | ------------------------------ | --- | -- | -- | ---- | ---- |
| 1. | UnipolSai Bologna              | 24  | 21 | 3  | .875 | 0.0  |
| 2. | Sipro Nettuno Baseball City    | 24  | 15 | 9  | .625 | 6.0  |
| 3. | T&A San Marino                 | 23* | 14 | 9  | .605 | 6.5  |
| 4. | ParmaClima                     | 23* | 12 | 11 | .522 | 8.5  |
| 5. | Rangers Redipuglia             | 23* | 9  | 14 | .391 | 11.5 |
| 6. | Godo Baseball                  | 24  | 6  | 18 | .250 | 15.0 |
| 7. | Autovia Castenaso              | 23* | 5  | 18 | .217 | 15.5 |

* San Marino-Redipuglia e Parma-Castenaso, ultime partite della regular season, sono state sospese per pioggia e non recuperate poiché ininfluenti ai fini della classifica.
- UnipolSai Bologna, Sipro Nettuno Baseball City, T&A San Marino e ParmaClima accedono alle semifinali

### Fase finale
Le semifinali sono state disputate tra il 2 agosto (gara 1) e il 10 agosto (gara 5). La squadra meglio classificata in regular season ha disputato in casa gara1, gara2 e l'eventuale gara5.

Le finali sono state disputate dal 16 agosto (gara 1) al 20 agosto (gara 3).
|  | Semifinali                  | Semifinali                  | Semifinali                  | Semifinali | Semifinali | Semifinali | Semifinali |  |  | Finale            | Finale            | Finale            | Finale            | Finale | Finale | Finale |  |
|  |                             |                             |                             |            |            |            |            |  |  |                   |                   |                   |                   |        |        |        |  |
|  | UnipolSai Bologna           | UnipolSai Bologna           | 3                           | 3          | 9          | 5          | 5          |  |  |                   |                   |                   |                   |        |        |        |  |
|  | ParmaClima                  | ParmaClima                  | 10                          | 6          | 3          | 3          | 4          |  |  | UnipolSai Bologna | UnipolSai Bologna | UnipolSai Bologna | UnipolSai Bologna | 3      | 6      | 4      |  |
|  | Sipro Nettuno Baseball City | Sipro Nettuno Baseball City | Sipro Nettuno Baseball City | 3          | 5          | 6          | 2          |  |  | T&A San Marino    | T&A San Marino    | T&A San Marino    | T&A San Marino    | 1      | 5      | 0      |  |
|  | T&A San Marino              | T&A San Marino              | T&A San Marino              | 6          | 8          | 5          | 3          |  |  |                   |                   |                   |                   |        |        |        |  |

#### Italian Baseball Series
Bologna si presenta alle finali dopo aver eliminato a fatica Parma: i ducali infatti avevano vinto le prime due gare delle semifinali, e nella parte alta dell'ottavo inning della decisiva gara 5 di semifinale disputata a Bologna conducevano per 4-1 prima di subire la rimonta dei padroni di casa.

San Marino arriva invece dal 3-1 nella serie vinta contro il Nettuno Baseball City.
In gara 1 delle Italian Baseball Series, San Marino parte bene con un fuoricampo del lead off Federico Giordani al primo turno di battuta del primo inning, poi alla lunga subisce il recupero dei campioni in carica che vincono la partita 3-1.

La formazione titana si porta in vantaggio anche in gara 2, tanto da essere avanti per 4-0 nella parte alta del quinto inning: Bologna però, come accaduto nella partita decisiva delle semifinali contro Parma, recupera i quattro punti di scarto segnando tre punti nella parte bassa del quinto inning e completando il ribaltone con altri tre punti al nono, per il definitivo 6-5.

Lo scudetto bolognese arriva con il 4-0 ottenuto in gara 3, con la serie che nel frattempo si era spostata sul campo sammarinese. Per la prima volta nella storia del club, la Fortitudo Baseball conquista due titoli nazionali consecutivi, così come non era mai arrivata l'accoppiata campionato-titolo europeo nell'arco dello stesso anno.

##### Risultati

###### Gara 1
| Bologna 16 agosto 2019, ore 20:30 Gara 1                                              | UnipolSai Bologna | 3 – 1 referto             | T&A San Marino | Stadio Gianni Falchi |
| \| \| \| \| \| Marval \| Doppi \| \| \| \| Fuoricampo \| Giordani al 1º da 1 punto \| |                   |                           |                |                      |
|                                                                                       |                   |                           |                |                      |
| Marval                                                                                | Doppi             |                           |                |                      |
|                                                                                       | Fuoricampo        | Giordani al 1º da 1 punto |                |                      |

###### Gara 2
| Bologna 17 agosto 2019, ore 20:30 Gara 2                                            | UnipolSai Bologna | 6 – 5                   | T&A San Marino | Stadio Gianni Falchi |
| \| \| \| \| \| Flores \| Doppi \| \| \| \| Fuoricampo \| Romero al 5º da 1 punto \| |                   |                         |                |                      |
|                                                                                     |                   |                         |                |                      |
| Flores                                                                              | Doppi             |                         |                |                      |
|                                                                                     | Fuoricampo        | Romero al 5º da 1 punto |                |                      |

###### Gara 3
| Serravalle 20 agosto 2019, ore 20:30 Gara 3                                                           | T&A San Marino | 0 – 4                       | UnipolSai Bologna | Stadio di Serravalle |
| \| \| \| \| \| \| Doppi \| Ferrini, Polonius, Grimaudo \| \| \| Fuoricampo \| Paz al 3º da 1 punto \| |                |                             |                   |                      |
| |                |                             |                   |                      |
| | Doppi          | Ferrini, Polonius, Grimaudo |                   |                      |
| | Fuoricampo     | Paz al 3º da 1 punto        |                   |                      |